# Expansion Team
Albums de Dilated Peoples
The Platform
(2000) Neighborhood Watch
(2004)
Singles
1. Worst Comes to Worst
Sortie : 2001
2. Live on Stage
Sortie : 2001

Expansion Team est le deuxième album studio des Dilated Peoples, sorti le 23 octobre 2001.
L'album s'est classé à la 8e place du Top R&B/Hip-Hop Albums et à la 36e du Billboard 200.

## Liste des titres
| No  | Titre                                                                                          | Contient un (des) sample(s) de | Durée |
| --- | ---------------------------------------------------------------------------------------------- | --- | ----- |
| 1.  | Live on Stage (Produit par The Alchemist)                                                      | | 4:42  |
| 2.  | Worst Comes to Worst (featuring Guru – Produit par The Alchemist)                              | I Forgot to Be Your Lover de William Bell Survival of the Fittest de Mobb Deep | 3:36  |
| 3.  | Clockwork (Produit par DJ Premier)                                                             | | 3:49  |
| 4.  | Trade Money (Produit par Da Beatminerz)                                                        | Dubbing With the Observer de The Observer All Stars et King Tubby Cash Money d'Homeliss Derilex | 5:38  |
| 5.  | Heavy Rotation (featuring Tha Alkaholiks – Produit par Evidence)                               | African Assignment de David Lindup You Had Too Much to Drink d'EPMD | 5:16  |
| 6.  | Self Defence (Produit par Juju)                                                                | | 3:37  |
| 7.  | Phil Da Agony (Interlude) (featuring Phil da Agony – Produit par DJ Babu)                      | | 0:42  |
| 8.  | Proper Propaganda (Produit par DJ Babu)                                                        | Sanity de New York City El Shabazz de LL Cool J Triple Optics des Dilated Peoples Right On des Dilated Peoples featuring Tha Alkaholiks | 3:56  |
| 9.  | Dilated Junkies (featuring Melo D, DJ Rhettmatic et J. Rocc – Produit par Evidence et DJ Babu) | Under Pressure de Cold Blood Here We Go (Live at the Funhouse) de Run–DMC Fantastic Freaks at the Dixie de DJ Grand Wizard Theodore and The Fantastic Five I'm That Type of Nigga des Pharcyde Check the Method de Lord Finesse Definition of Ill (Remix) de Peanut Butter Wolf featuring Planet Asia et Madlib Quality Control de Jurassic 5 No Retreat des Dilated Peoples featuring B-Real Service des Dilated Peoples | 4:12  |
| 10. | Panic (Produit par The Alchemist)                                                              | | 3:49  |
| 11. | Pay Attention (Produit par DJ Babu)                                                            | Think (About It) de Lyn Collins Crossfire d'Ahmad Jamal Jam on It de Newcleus The Mad Scientist de Large Professor | 3:49  |
| 12. | Night Life (Produit par Joey Chavez)                                                           | Slow and Low des Beastie Boys | 4:14  |
| 13. | War (Produit par Questlove)                                                                    | | 1:33  |
| 14. | Hard Hitters (featuring Black Thought – Produit par DJ Babu)                                   | | 3:57  |
| 15. | Defari (Interlude) (Produit par Evidence)                                                      | Kolmatta Linjaa Takaisin de Fredi | 1:50  |
| 16. | Expansion Team Theme (Produit par Joey Chavez)                                                 | Work the Angles des Dilated Peoples The Shape of Things to Come des Dilated Peoples | 6:39  |